# Rising Star
Rising Star és una població dels Estats Units a l'estat de Texas.

## Demografia
Segons el cens del 2000, Rising Star tenia 835 habitants, 345 habitatges, i 212 famílies. La densitat de població era de 191,9 habitants per km².
Dels 345 habitatges en un 24,6% hi vivien nens de menys de 18 anys, en un 48,1% hi vivien parelles casades, en un 9% dones solteres, i en un 38,3% no eren unitats familiars. En el 35,1% dels habitatges hi vivien persones soles el 21,2% de les quals corresponia a persones de 65 anys o més que vivien soles. El nombre mitjà de persones vivint en cada habitatge era de 2,3 i el nombre mitjà de persones que vivien en cada família era de 2,98.
Per edats la població es repartia de la següent manera: un 23,7% tenia menys de 18 anys, un 6,8% entre 18 i 24, un 22,6% entre 25 i 44, un 22,4% de 45 a 60 i un 24,4% 65 anys o més.
L'edat mediana era de 43 anys. Per cada 100 dones de 18 o més anys hi havia 83 homes.
La renda mediana per habitatge era de 19.118 $ i la renda mediana per família de 30.000 $. Els homes tenien una renda mediana de 22.750 $ mentre que les dones 15.625 $. La renda per capita de la població era d'11.636 $. Aproximadament el 19,4% de les famílies i el 24,4% de la població estaven per davall del llindar de pobresa.

## Poblacions més properes
El següent diagrama mostra les poblacions més properes.